# نوتر-دام-دو-روزر، کبک
نوتر-دام-دو-روزر (به فرانسوی: Notre-Dame-du-Rosaire) شهری در منطقه شهری مومانی منطقه شودییر-آپالاش در استان کبک کانادا است. در سرشماری سال ۲۰۱۱ این شهر ۳۹۱ نفر جمعیت داشته‌است و مساحت آن ۱۵۸٫۵۳ کیلومتر مربع است.